# Cosmo Jarvis
Cosmo Jarvis, född 1 september 1989 i Ridgewood, New Jersey, är en brittisk skådespelare. Han flyttade som spädbarn med sin engelska mor till Totnes, Devon, England.
Jarvis har bland annat medverkat i TV-serien Shōgun. Han har även medverkat i filmerna Övertalning och It Is in Us All.

## Filmografi (i urval)
- 2022 – It Is in Us All
- 2022 – Övertalning
- 2024 – Shōgun (TV-serie)
- 2026 – The Odyssey